# Bend Over and Pray the Lord
Bend Over and Pray the Lord is een album van Lordi dat demoliedjes bevat uit 1997.

## Geschiedenis
De cd was oorspronkelijk bedoeld om te publiceren als het eerste Lordi-album maar dat is nooit gebeurd. In 1997 had Lordi nog geen platencontract dus hij ging naar de platenmaatschappij "Arska Tiainen" in de hoop van daar te kunnen beginnen met zijn nieuwe album. Maar Lordi werd al vlug afgewezen want volgens Tiainen zou Lordi met zijn toenmalig genre niet goed aanslaan bij het grote publiek. (De oude Lordi klonk anders, het was meer industrial metal; ruiger, zwaarder en met veel gebruik van synthesizers). Dus besloot Mr. Lordi om naar een nieuwe platenmaatschappij te gaan: "Kimmo Hirvonen Records", dat eigendom is van Anaconda. Daar namen ze alles op. Maar vlak voor de uitgave van het album ging Anaconda Records failliet. Uiteindelijk ging Lordi dan maar naar de platenmaatschappij Sony BMG Finland waar ze hun laatste kans kregen om een platencontract te verkrijgen. Daarvoor moesten ze wel aan enkele voorwaarden voldoen; Lordi moest een catchy liedje schrijven met een makkelijk mee zingbaar refrein die op de mainstream radio zou passen. Mr.Lordi schreef toen het liedje "Get Heavy" en vanaf toen besefte hij dat dit de echte stijl van Lordi moest worden. Ze kregen het contract en besloten om het project "Bend over and pray the Lord" af te sluiten en te beginnen aan een nieuw album Get Heavy. Dat uiteindelijk is uitgekomen op 27 januari 2002 met de Lordi stijl die we nu tot op de dag van vandaag nog altijd kennen.
8 februari 2011 was een historische dag voor de Lordi fans, toen werd namelijk eenmalig één liedje uit het album gespeeld op de Finse radio: “Radio Helsinki”. Het was een unieke gebeurtenis, Het lied was: "Almost Human" een cover van de Amerikaanse Glamrockband KISS.
In het kader van de 20ste verjaardag van de eerste Lordi demo en de 10de verjaardag van hun debuutalbum Get Heavy, kondigde Mr. Lordi Op 4 februari 2012 aan dat het album eindelijk zou worden uitgegeven samen met een dvd van hun aller eerste liveoptreden. Het cd/dvd-pakket werd uitgegeven met een beperkte oplage van 500 stuks en was enkel verkrijgbaar via hun officiële merchandise winkel genaamd rokkikauppa. De cd bevatte ook nog enkele bonusliedjes zoals "Hulking Dynamo" (een liedje opgenomen tijdens de "Get Heavy" opname sessies) en de originele (demo) versie van "Get Heavy" zelf. De officiële datum van uitgave was op 3 september 2012.

## Tracklist
1. "Playing the Devil" ("Bend Over and Pray the Lord") (4:10)
2. "Cyberundertaker" (4:35)
3. "Steamroller" (4:42)
4. "Almost Human" (3:14)
5. "Idol" (5:12)
6. "Paint in Blood" (3:48)
7. "Death Suits You Fine" (3:35)
8. "I Am the Leviathan" (3:26)
9. "Take Me to Your Leader" (4:25)
10. "Monstermotorhellmachine" (5:13)
11. "The Dead Are the Family" (3:35)
12. "White Lightning Moonshine" (5:07)
13. "With Love and Sledgehammer" (3:59)
14. "Get Heavy", later toegevoegd aan het album (3:00)
15. "Hulking Dynamo", bonusnummer (3:00)

## Leden
- Mr. Lordi (zang, achtergrondzang, synthesizer, drum-programming, slaggitaar)
- Amen (leadgitaar)
- G-Stealer (bas)
- "081077" (Enary) (keyboard en achtergrondzang)
- Magnum (achtergrondzang; bas voor "Hulking Dynamo")
- Kita (drums en achtergrondzang) alleen voor "Hulking Dynamo" (alle andere drums zijn gedaan door een drumcomputer en de achtergrondzangpartij door Magnum, Enary en Mr. Lordi zelf)